# Охотники Востока
Охотники Востока — греческое волонтёрское соединение на службе революционной Франции и императорской армии Наполеона во главе с бывшим греческим мамлюком и полковником французской армии Николаосом Папазоглу. 
Ядром полка послужил Греческий легион, выведенный из Египта в 1802 году.
Полк Охотников Востока действовал с в основном в Адриатике с 1802 года и до 1814 года, когда был расформирован в рамках расформирования всех иностранных соединений Наполеона предпринятых Бурбонами после реставрации монархии.

## Трансформация Греческого легиона – создание полка Охотников Востока
Греческий легион созданный Наполеоном в ходе его Египетского похода из египетских греков и под командованием бывшего греческого мамлюка Николаоса Папазоглу был выведен во Францию после подписания Амьенского мира в 1802 году.
Личный состав Легиона был сильно поредевшим, в силу того что рядовые в своём большинстве предпочли остаться у своих очагов в Египте. В силу этого Греческий легион был усилен аналогичным христианским египетским Коптским легионом, или тем что от него осталось.
Новый полк (батальон в действительности в начальный период) получил название “Охотники Востока” (Chasseurs d'Orient).
Бессменным командиром полка, как и прежнего Легиона, оставался полковник Николаос Папазоглу.
При этом и оставаясь командиром, за годы существования полка, Папазоглу несколько раз возглавил командование других французских соединений как и французскую военную миссию в Эпире.
Полк (батальон) располагал ротой «элитных карабинеров», шестью ротами стрелков и ротой «снайперов».
Полк оставался в боевом бездействии до 1806 года, и нёс гарнизонную службу в Марселе и Тулоне.
Последствиями бездействия были падение боевого духа и дезертирство.

## На Адриатике
В 1806 году “Охотники Востока” были переданы в формируемую Армию Далмации, которой была поставлена задача занять этот регион (Далмацию).
В составе дивизии генерала Молитора, Охотники Востока принял участие в тяжёлых и победных боях против русских войск и черногорцев, которые завершились деблокадой Рагузы.
Отмечается что в этой кампании Охотники Востока были авангардом дивизии и первыми прорвали линию обороны противника, создав коридор сообщения с осаждённой в городе дивизией генерала Лористона.
Отмечается также что командир полка (батальона) Папазоглу не принимал участия в этой операции, поскольку получил отпуск для разрешения личных вопросов в Константинополе и не успел вернуться к началу операции.
Слава Рагузы досталась его заместителю Гавриилу Сидериосу (Γαβριήλ Σιδέριος) и ротным командирам капитанам Н. Кирьякосу (Ν. Κυριάκο) из Ионии, Ио Харглоису (Ιω. Χαργλοή) из Каира и Матфео Самотракису (Ματθαίο Σαμοθράκη) с острова Тинос получивших Ордена Почётного легиона «за исключительную стойкость этого мужественного батальона проявленную в сражении при Рагузе».

## Выполняя задание маршала Мармона
По возвращении в свою часть Папазоглу вновь принял командование ею.
Он немедленно встретился с маршалом Мармоном, правителем Далмации, и запросил разрешение на проведение набора солдат в греческих землях, учитывая улучшение на тот момент франко-османских отношений.
Однако в тот же период и в том же регионе активно действовал российский генерал греческого происхождения Эммануил Пападόпуло(с), который в период 1805-1807 году командовал российским Греческим легионом, включая бои при Рагузе.
Здесь в 1807 году российский Греческий легион столкнулся с греческими (французскими) “Охотниками Востока” Папазоглу и лишь по счастливому (для греков) стечению обстоятельств, избежали непосредственного братоубийственного боя.
Выслушав запрос Папазоглу, Мармон поступил иначе. Он решил задействовать Папазоглу в геополитических планах. Он послал Папазоглу с его османским послужным списком в Янина, к державшему под своим контролем Эпир турецкому (албанскому) воеводе Али-паше, который на тот момент позиционировал себя другом Франции. Папазоглу возглавил французскую военную миссию, задачей которой была реорганизация армии Али-паши, для совместного противостояния русским, которые с 1798 года практически держали под своим контролем Ионические острова.
“Коварный Али” поручил греку Папазоглу организацию обороны города Превеза и командование силами предназначенных для захвата острова Лефкас, который как и другие Ионические острова до этого момента счастливо избежал турецкой оккупации.
С другой стороны, на острове Лефкас, подготовку острова к обороне взяли на себя будущий правитель Греции в конце Освободительной войны (1821-29) граф Каподистрия, Иоанн и присланные русскими, греки по происхождению, посланник царя Георгий Мочениго и генерал Папандопуло, Эмануил Григорьевич. По призыву Каподистрии на остров прибыли со своими отрядами клефты Пелопоннеса и Средней Греции. Атака Али не состоялась, но подготовка к обороне острова привела к самой большой сходке греческих военачальников в начале века. Кроме сулиотов и Кицоса Боцариса, здесь оказались такие известные военачальники, как Колокотронис, Теодорос, Гривас, Теодорос, А.Кацантонис, что укрепило их отношения в преддверии Греческой революции.
Вырисовывалась реальная вероятность участия как минимум самого Папазоглу в войне против соотечественников.
Однако неудачи русской армии в 1807 году и последовавший Тильзитский мир вывели Папазоглу из трудного положения.
Российские войска ушли с Ионических островов и передали острова под контроль Франции.
Али-паша вынужденно отложил свои планы на будущее.
Сулиоты и другие греческие эмигранты- военные на островах перешли во французское соединение, известное под именем “Полк сулиотов” (Régiment Souliot).
Папазоглу вернулся в Рагузу и вновь возглавил полк “Охотников Востока”, который оставался в Далмации до 1809 года.

## Охотники Востока на Ионических островах и в Италии
В 1809 году Наполеон приказал перевести полк (батальон) “Охотников Востока” на остров Керкира
При транспортировке шлюп с 20 солдатами батальона был перехвачен британскими кораблями, солдаты были объявлены пленными.
Учитывая также тот факт что в Далмации батальон “Охотников Востока” понёс больше потери, французское командование Ионических островов предложило объединить “Охотников” с полком сулиотов (Régiment Souliot) и батальоном греков Ионических островов.
В конечном итоге было принято решение перевести батальон “Охотников” в Италию, в Анкону.
Однако и на это раз некоторые шлюпы были перехвачены британским флотом и солдаты батальона на этих шлюпах оказались в плену.
Тем временем, оставаясь номинально командиром “Охотников”, Папазоглу был направлен маршалом Мармоном возглавить оборону городка Парга, прибрежного греческого (французского) анклава на побережье Эпира, которому угрожал Али-паша, заключивший новый союз, на этот раз с англичанами.

### Защищая Паргу

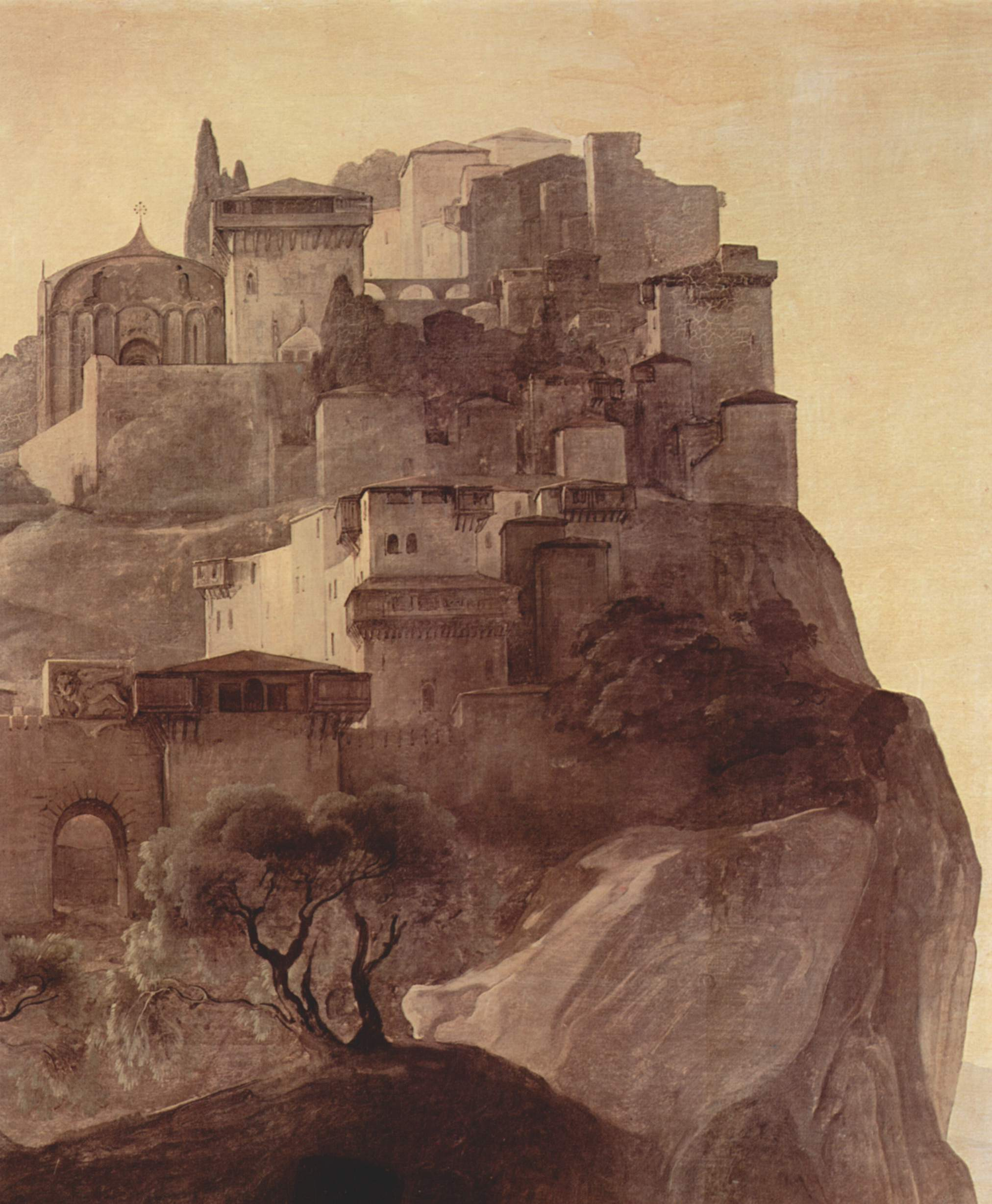
Художник Айец, Франческо. «Крепость Парги»

Папазоглу возглавил оборону Парги, приняв одновременно под своё командование отряд 7-го итальянского линейного полка, около 400 иррегулярных сулиотов и эпиротов, роту ополченцев из Парги и 70 далматийцев. Оборонявшиеся располагали 34 орудиями.
Али предпринял наступление в 1813 году, когда казалось, что всё уже кончено для Наполеона.
Али послал на взятие Парги своего сына Мухтара, во главе 6 тысяч албанцев. Албанцы заняли первым делом примыкавшее к городу село Айя (Αγυιά), разрушив село и вырезав его население.
После чего приступили к военно-инженерным работам и начали систематическую осаду. В осаде Парги приняла также участие флотилия Зекериам-бея.
Силы Папазоглу оказали образцовое сопротивление турко-албанцам и отразили всех их приступы.
В конечном итоге, исчерпав все ресурсы оборонявшихся и не ожидая никакой помощи от переживавшей трудный период наполеоновской Франции, Папазоглу предпочёл сдать Паргу англичанам 22 марта 1814 года, шесть месяцев после начала осады города войсками Али-паши.
Жители Парги с радостью приветствовали прибытие англо-греческих сил, опасаясь что иначе город мог бы быть занят Али-пашой.
Всего через 5 лет англичане продали город Али-паше, что вынудило жителей покинуть город.
Событие осталось в коллективной памяти греческого народа»:I-340:
………………………………
Христа предали за сребреники,
За сребреники продали и тебя
и является также темой множества произведений ряда европейских поэтов и художников XIX и XX веков.

## Роспуск полка “Охотников Востока” – смерть Папазоглу
Папазоглу вернулся в Марсель и принял командование полка “Охотников Востока” (или того что осталось от полка).
После падения наполеоновской Франции и реставрации монархии, Бурбоны упразднили все иностранные соединения, в том числе и полк “Охотников Востока”.
О дальнейшей судьбе офицеров и солдат полка мало что известно.
Николаос Папазоглу умер 1819 году в абсолютной нищете